# رحیم استرلینگ
رحیم شکیل استرلینگ (به انگلیسی: Raheem Shaquille Sterling؛ زادهٔ ۸ دسامبر ۱۹۹۴) بازیکن فوتبال اهل انگلستان است که در پست وینگر برای باشگاه فوتبال آرسنال در لیگ جزیره بازی می‌کند.
استرلینگ در سال ۲۰۱۰ از کویینز پارک رنجرز به لیورپول پیوست و در ۲۰۱۴ جایزه پسر طلایی را دریافت کرد. در ژوئیه ۲۰۱۵ پس از کشمش طولانی بر سر یک قرارداد جدید، او سرانجام با قیمت ۵۹ میلیون پوند به منچستر سیتی پیوست که گران‌قیمت‌ترین انتقال یک بازیکن انگلیسی تا آن زمان بود. در منچستر سیتی استرلینگ به قهرمانی‌های پیاپی در فصل‌های ۱۸–۲۰۱۷ و ۱۹–۲۰۱۸ لیگ جزیره کمک کرد و در فصل ۱۹–۲۰۱۸، در تیم سال پی‌اف‌ای جای گرفت و جوایز بهترین بازیکن جوان پی‌اف‌ای و بازیکن سال انجمن نویسندگان فوتبال انگلستان را دریافت کرد. او دو قهرمانی دیگر در لیگ برتر را با منچسترسیتی در فصل‌های ۲۱–۲۰۲۰ و ۲۲–۲۰۲۱ به دست آورد و در ژوئیه ۲۰۲۲ به چلسی پیوست.
استرلینگ اولین بازی خود را برای تیم ملی بزرگسالان انگستان در نوامبر ۲۰۱۲ انجام داد و قبل از آن در تیم‌های جوانان انگلیس در سطوح زیر ۱۶، زیر ۱۷، زیر ۱۹ و زیر ۲۱ سال بازی کرده بود. او برای انگلیس در جام جهانی فوتبال سال‌های ۲۰۱۴، ۲۰۱۸ و ۲۰۲۲ و جام ملت‌های اروپا در سال‌های ۲۰۱۶ و ۲۰۲۰ بازی کرد.

## آمار ملی

### بازی‌های ملی
تا تاریخ ۱۰ دسامبر ۲۰۲۲
| انگلستان | انگلستان | انگلستان | انگلستان |
| سال      | بازی     | گل       | پاس گل   |
| -------- | -------- | -------- | -------- |
| ۲۰۱۲     | ۱        | ۰        | ۰        |
| ۲۰۱۴     | ۱۲       | ۰        | ۳        |
| ۲۰۱۵     | ۷        | ۲        | ۳        |
| ۲۰۱۶     | ۹        | ۰        | ۳        |
| ۲۰۱۷     | ۶        | ۰        | ۲        |
| ۲۰۱۸     | ۱۲       | ۲        | ۲        |
| ۲۰۱۹     | ۹        | ۸        | ۹        |
| ۲۰۲۰     | ۲        | ۱        | ۰        |
| ۲۰۲۱     | ۱۴       | ۵        | ۳        |
| ۲۰۲۲     | ۱۰       | ۲        | ۲        |
| مجموع    | ۸۲       | ۲۰       | ۲۷       |

### گل‌های ملی
| شماره | تاریخ           | میزبان     | بازی ملی | حریف       | نتیجه | رقابت                         |
| ----- | --------------- | ---------- | -------- | ---------- | ----- | ----------------------------- |
| ۱     | ۲۷ مارس ۲۰۱۵    | لندن       | ۱۴       | لیتوانی    | ۴–۰   | مقدماتی جام ملت‌های اروپا ۲۰۱۶ |
| ۲     | ۹ اکتبر ۲۰۱۵    | لندن       | ۱۸       | استونی     | ۲–۰   | مقدماتی جام ملت‌های اروپا ۲۰۱۶ |
| ۳     | ۱۵ اکتبر ۲۰۱۸   | سویل       | ۴۶       | اسپانیا    | ۳–۲   | لیگ ملت‌های اروپا ۱۹–۲۰۱۸      |
| ۴     | ۱۵ اکتبر ۲۰۱۸   | سویل       | ۴۶       | اسپانیا    | ۳–۲   | لیگ ملت‌های اروپا ۱۹–۲۰۱۸      |
| ۵     | ۲۲ مارس ۲۰۱۹    | لندن       | ۴۸       | چک         | ۵–۰   | مقدماتی جام ملت‌های اروپا ۲۰۲۰ |
| ۶     | ۲۲ مارس ۲۰۱۹    | لندن       | ۴۸       | چک         | ۵–۰   | مقدماتی جام ملت‌های اروپا ۲۰۲۰ |
| ۷     | ۲۲ مارس ۲۰۱۹    | لندن       | ۴۸       | چک         | ۵–۰   | مقدماتی جام ملت‌های اروپا ۲۰۲۰ |
| ۸     | ۲۵ مارس ۲۰۱۹    | پودگوریتسا | ۴۹       | مونته‌نگرو  | ۵–۱   | مقدماتی جام ملت‌های اروپا ۲۰۲۰ |
| ۹     | ۷ سپتامبر ۲۰۱۹  | لندن       | ۵۲       | بلغارستان  | ۴–۰   | مقدماتی جام ملت‌های اروپا ۲۰۲۰ |
| ۱۰    | ۱۰ سپتامبر ۲۰۱۹ | ساوت‌همپتون | ۵۳       | کوزوو      | ۵–۳   | مقدماتی جام ملت‌های اروپا ۲۰۲۰ |
| ۱۱    | ۱۴ اکتبر ۲۰۱۹   | صوفیه      | ۵۵       | بلغارستان  | ۶–۰   | مقدماتی جام ملت‌های اروپا ۲۰۲۰ |
| ۱۲    | ۱۴ اکتبر ۲۰۱۹   | صوفیه      | ۵۵       | بلغارستان  | ۶–۰   | مقدماتی جام ملت‌های اروپا ۲۰۲۰ |
| ۱۳    | ۵ سپتامبر ۲۰۲۰  | ریکیاویک   | ۵۷       | ایسلند     | ۱–۰   | لیگ ملت‌های اروپا ۲۱–۲۰۲۰      |
| ۱۴    | ۲۵ مارس ۲۰۲۱    | لندن       | ۵۹       | سان مارینو | ۵–۰   | مقدماتی جام جهانی ۲۰۲۲        |
| ۱۵    | ۱۳ ژوئن ۲۰۲۱    | لندن       | ۶۲       | کرواسی     | ۱–۰   | جام ملت‌های اروپا ۲۰۲۰         |
| ۱۶    | ۲۲ ژوئن ۲۰۲۱    | لندن       | ۶۴       | چک         | ۱–۰   | جام ملت‌های اروپا ۲۰۲۰         |
| ۱۷    | ۲۹ ژوئن ۲۰۲۱    | لندن       | ۶۵       | آلمان      | ۲–۰   | جام ملت‌های اروپا ۲۰۲۰         |
| ۱۸    | ۲ سپتامبر ۲۰۲۱  | بوداپست    | ۶۹       | مجارستان   | ۴–۰   | مقدماتی جام جهانی ۲۰۲۲        |
| ۱۹    | ۲۹ مارس ۲۰۲۲    | لندن       | ۷۴       | ساحل عاج   | ۳–۰   | دوستانه                       |
| ۲۰    | ۲۱ نوامبر ۲۰۲۲  | دوحه       | ۸۰       | ایران      | ۶–۲   | جام جهانی ۲۰۲۲ قطر            |

## اوایل زندگی
استرلینگ در کینگ‌استون جامائیکا به دنیا آمد و سال‌های اولیه عمر خود را در آنجا گذراند. مادرش عضو تیم ملی دو و میدانی جامائیکا بود. استرلینگ سبک خاص دویدنش را از او به ارث برده است. هنگامی که استرلینگ دو ساله بود، پدرش در جامائیکا به قتل رسید. او در سن ۵ سالگی با مادرش به نیزدن انگلستان مهاجرت کرد و در مدرسه کپلند ومبلی ثبت نام کرد. استرلینگ با توجه به مشکلات رفتاری، سه سال از عمر خود را در خانه ورنون، یک مدرسه خاص در نیزدن، گذراند.

## دوران باشگاهی

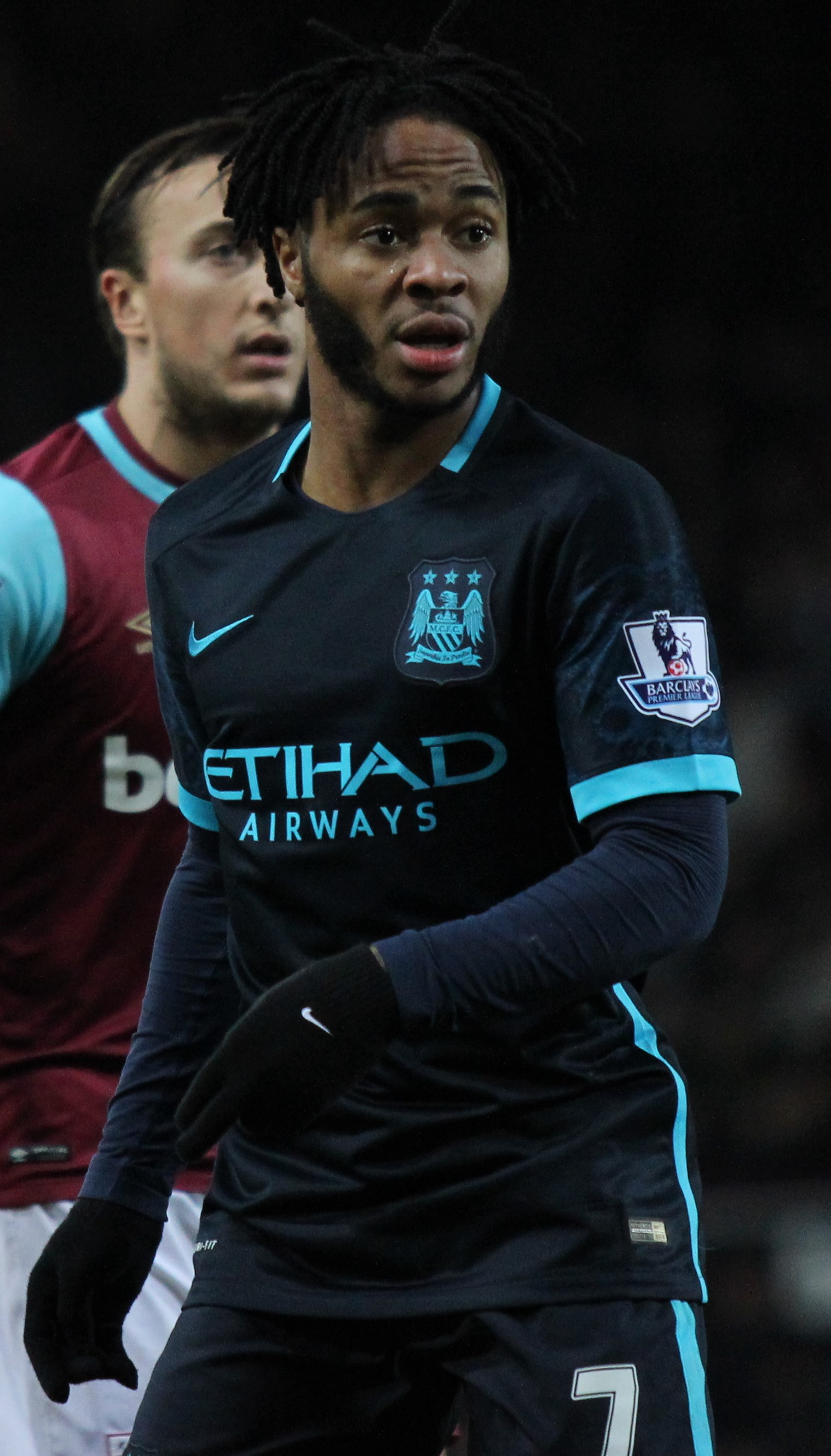
رحیم استرلینگ هافبک منچسترسیتی

### آغاز
او پیش از پیوستن به تیم کویینز پارک رنجرز، چهار سال در تیم جوانان آلفا و امگا وینگر بود. در پی آن او از آکادمی‌های آرسنال، چلسی، فولام، لیورپول و منچستر سیتی پیشنهادهایی را دریافت کرد. با این حال مادرش او را تشویق کرد که تیم‌های لندنی را انتخاب نکند تا بتواند از فرهنگ خصمانه گنگستری در لندن بگریزد.

### لیورپول
او طی قراردادی که بین رافائل بنیتز و مدیر آکادمی کویینز پارک رنجرز امضا شد به لیورپول پیوست. مقدار اولیه قرارداد ۴۵۰ هزار یورو بود ولی با توجه به علمکرد او برای اولین تیمش می‌توانست تا ۲ میلیون یورو هم افزایش یابد.
او ابتدا در تیم جوانان لیورپول توپ می‌زد. اولین بازی او در دربی زیر ۱۸ ساله‌ها با اورتون بود. استرلینگ اولین گل خود را در یک بازی دوستانه با هیبرنین زد که در پایان با نتیجه دو بر دو تمام شد. اولین بازی او در لیگ برتر آکادمی با نتیجه دو بر دو به پایان رسید و اولین برد وی یک هفته بعد، در مسابقه ای خانگی مقابل باشگاه بریستول سیتی بدست آمد. در ۱۵ دسامبر، او در مسابقه ای که در جام اتحادیه و مقابل تیم نوتس کانتی برگزار شد گلزنی کرد. در فوریه ۲۰۱۱، استرلینگ در جریان برد نه بر صفر تیم جوانان لیورپول مقابل ساوتند یونایتد، پنج گل زد.
در ۲۴ مارس ۲۰۱۲، استرلینگ اولین بازی خود را در تیم بزرگسالان انجام داد. او عنوان یار تعویضی در مقابل ویگان اتلتیک به میدان وارد رفت و با سن ۱۷ سال ۱۰۷ روز تبدیل به سومین بازیکن جوان باشگاه شد. او تا پایان فصل دو بار دیگر به عنوان یار تعویضی به میدان رفت.

### پیشرفت غیرمنتظره
در اوت ۲۰۱۲ او اولین بازی اروپایی خود را برای لیورپول انجام داد. او در بازی مقدماتی مقابل گومل که با نتیجه ۱ بر صفر به نفع لیورپول به پایان رسید، جایگزین جو کول شد. اولین گل او برای تیم بزرگسلان، در دیدار دوستانه مقابل بایرلورکوزن بود. اوت ۲۰۱۲، اولین بازی بود که او در ترکیب اصلی قرار گرفت. این بازی در مقدماتی لیگ اروپا انجام شد و نتیجه اش برد ۱ بر صفر لیورپول در برابر هارتز بود. سه روز بعد اولین باری بود که در لیگ برتر در ترکیب اصلی قرار می‌گرفت. این بازی مقابل منچسترسیتی و در آنفیلد بود که با تساوی ۲ بر ۲ به پایان رسید. او ۹۰ دقیقه را در جریان باخت ۲ بر صفر مقابل آرسنال در ۲ ستامبر و تساوی مقابل ساندرلند در ۱۵ ستامبر بازی کرد. او در بازی مقابل ساندرلند یک پاس گل داد و بازیکن برتر مسابقه شد. در ۱۹ ستامبر، او با گروهی از نوجوانان برای بازی با یانگ بویز در لیگ اروپا، عازم سوئیس شد. او در نیمه دوم این بازی که با برد ۵ بر ۳ لیورپول همراه بود جایگزین استوارت داونینگ شد.

### منچستر سیتی
در تابستان سال ۲۰۱۵ پس از اینکه استرلینگ به عقد قرارداد جدید با لیورپول تمایلی نشان نداد باشگاه منچستر سیتی از فرصت به دست آمده بهره برد و با قراردادی ۴۴ میلیون پوندی که طی پنج سال با پاداش افزوده به ۴۹ میلیون پوند می‌رسید او را جذب باشگاه کرد. تحت نظر گواردیولا او پیشرفت چشمگیری داشته و افتخارات فردی و تیمی فراوانی را به دست آورد.